# ارتفاعات شهرستان لارستان
 ارتفاعات شهرستان لارستان ، به‌طور کلی لارستان بعد از نواحی کهگیلویه، کوهستانی‌ترین منطقهٔ فارس محسوب می‌شود.

## رشته اول
ارتفاعات آن عموماً از شمال غربی به جنوب شرقی وموازی است با کرانهٔ قلهٔ «شاهین کوه» به ارتفاع ۳۳۵ متر، در جنوب گاوبندی، وقلهٔ شمالی بندر چیرو به ارتفاع ۷۷۳ متر وقلهٔ کوه احمر به ارتفاع ۱۶۰۰ متر مروراً به رشته کوه سفید و جلگه لاور نادردون در رشته سنجول  در بخش شیبکوه پایان می‌یابد. 

## رشتهٔ دوم
این رشته از بخش کنگان شروع شده‌است وقلل مهّم آن عبارت‌اند از قلهٔ گله دار ۱۴۸۵ متر، در جنوب دهستان گله دار، وقلهٔ ۱۱۰۰ متری وراوی در جنوب دهستان وراوی، قلهٔ کوه ترنج به ارتفاع ۱۵۰۶ متر، در شمال کوه احمر، وقلهٔ سفید کوه به ارتفاه ۱۴۶۸ متر، در شمال ارمک و کوه گارستانه به ارتفاع ۱۱۹۰ متر در شمال شورزار مهرکان، وآخرین کوه به ارتفاع ۸۹۷ متر در شمال برکه دالان، این رشته کوه در شمال نیز به به رشته کوه زیر و در اقصی شمال نیز به رشته کوه دسک و رخ بندو در بخش کوخرد می‌پیوندد. 

## رشتهٔ سوم
این رشته کوهها از دهستان گله دار شروع شده اند وعبارت‌اند از کوه ظالمی به ارتفاع ۱۷۹۱ متر، کوه خواجه عادلی در دهستان تراکمه، به ارتفاع ۱۲۲۰ متر، قله‌های کلات ومروارید به ارتفاع ۱۱۶۰ متر، در شمال اشکنان، قلهٔ هنگویه به ارتفاع ۱۲۶۱ متر، در شمال فرامرزان در بخش جناح شهرستان بستک منتهی می‌شود..

## رشتهٔ چهارم
کوهستان کاووس است، که از مشرق علا مرودشت شروع شده، در شمال بستک تمام می‌شود. قله ی‌های مهّم آن مابین ارتفاع ۱۴۰۵ و ۱۴۱۵ متر می‌باشد.

## رشتهٔ پنجم
این رشته از شمال دهستان علامرودشت شروع می‌شود و از دهستانهای فداغ و صحرای باغ گذشته، به بندرعباس ختم می‌شود. ارتفاعات آن عبارت‌اند از قلهٔ بام برفی ۱۳۳۳ متر، قلهٔ کوه زنگی ۲۳۷۸ متر، قلهٔ کوه گراش ۱۵۸۶ متر، وقلهٔ کوه بر در شمال غربی کرمستج به ۱۷۴۵ متر می‌رسد. 

## رشتهٔ ششم
از این رشته ارتفاعات مقطع شمالی لار به نام کوه گچ ۱۱۳۳ متر، کوه اژدها پیکر ۱۵۸۶ متر، کوه کاسه دار ۱۲۲۰ متر، و در کوه   کورده (کوه‌ کور) به ۱۲۶۱ متر می‌رسد. 
در بخش جهرم، کوه برفی در جنوب شرقی واقع شده‌است، که تا شمال بخش جویم ادامه دارد. جهت آن، شمال غربی به جنوب شرقی است. ارتفاع قلهٔ جنوبی جهرم ۲۰۷۴ متر است، وارتفاع قلهٔ واقع در شمال جویم ۱۶۵۰ متر است. این رشته کوه تا شمال شهر قدیمی لار ادامه دارد، و دو گردنه مهم بر سر راه ارتباطی جهرم به لار که از فراز این کوه عبور می‌کند قرار دارند که به نامهای گردنه کتل نارنجی و گردنه بزن مشهور هستند، پس از طی نمودند پیچهای خطرناک این دو گردنه، از سمت شمال این راه ارتباطی وارد شهر قدیمی لار می‌شود.